# Burbuja inmobiliaria de los Estados Unidos

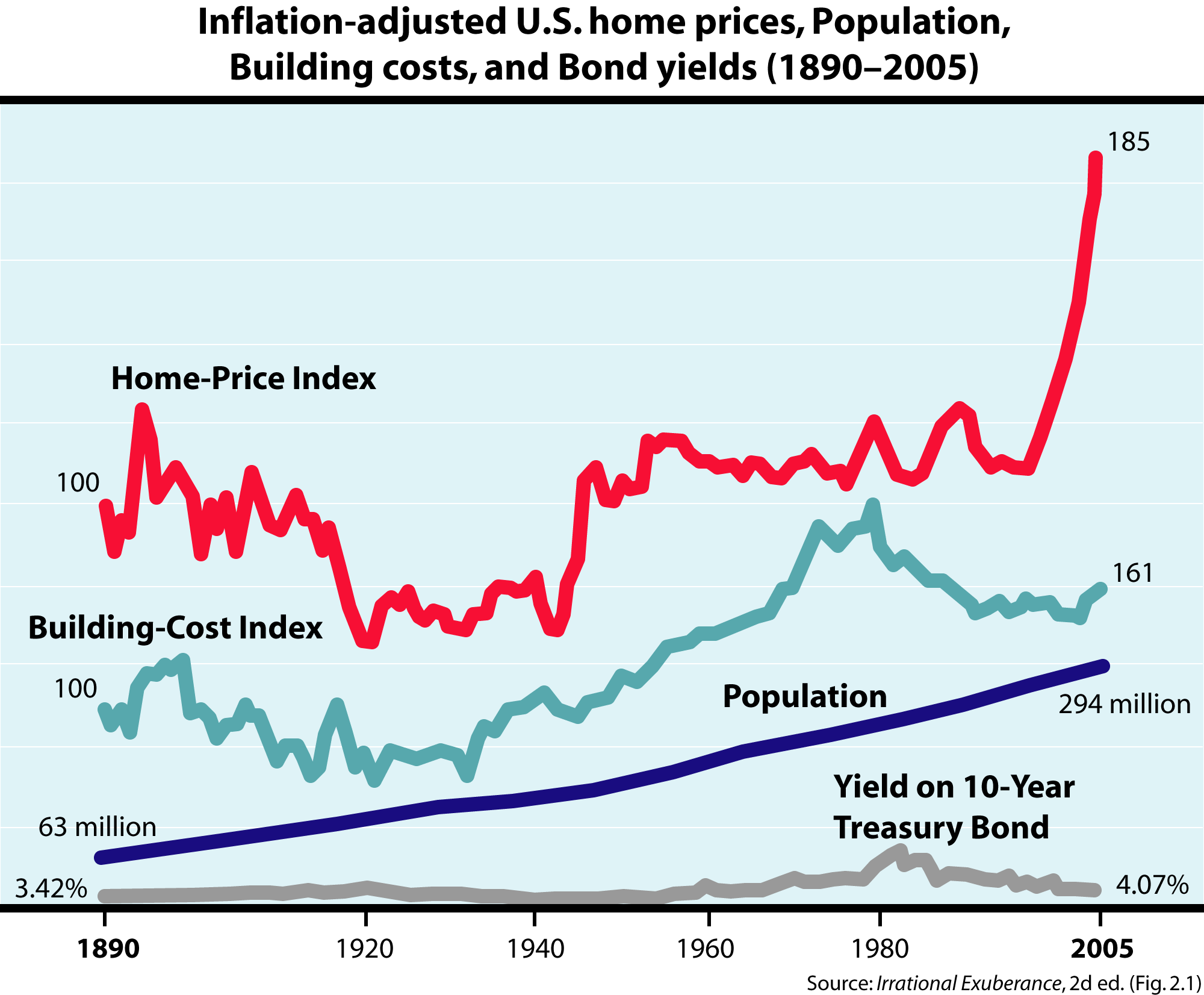
Fig. 1: gráfico de Robert Shiller sobre los precios de la vivienda, la población, los costos de construcción y los rendimientos de los bonos en EE. UU., de Irrational Exuberance, 2ª ed. Shiller muestra que los precios de las viviendas en los EE. UU. ajustados a la inflación aumentaron un 0,4% por año desde 1890 hasta 2004 y un 0,7% por año desde 1940 hasta 2004, mientras que los datos del censo de EE. UU. de 1940 a 2004 muestran que el valor autoevaluado aumentó un 2% por año.

La Burbuja inmobiliaria de los Estados Unidos fue una burbuja inmobiliaria que afectó a más de la mitad de los estados de los Estados Unidos. Los precios de la vivienda alcanzaron su punto máximo a principios de 2006, comenzaron a disminuir en 2006 y 2007 y alcanzaron nuevos mínimos en 2012. El 30 de diciembre de 2008, el índice de precios de casas Case–Shiller index comunicó la mayor caída de precios en su historia. La crisis crediticia causada por el estallido de la burbuja inmobiliaria -por la concesión de créditos hipotecarios a compradores de alto riesgo- provocó la crisis hipotecaria de 2007 y la crisis bursátil de enero de 2008 que desembocó en la Gran recesión tanto en los Estados Unidos como mundialmente.
El aumento de las tasas de ejecuciones hipotecarias en 2006-2007 entre los propietarios de viviendas en los EE. UU. provocó una Crisis de las hipotecas subprime en agosto de 2008, Alt-A, deuda con garantía (CDO), hipotecas, créditos, fondos de cobertura y mercados de bancos extranjeros. En octubre de 2007, el Secretario del Tesoro de EE. UU. calificó la explosión de la burbuja inmobiliaria como "el riesgo más importante para nuestra economía".
Cualquier colapso de la burbuja inmobiliaria de los EE. UU. Tiene un impacto directo no solo en las valoraciones de las viviendas, sino en los mercados hipotecarios, constructores de viviendas, bienes raíces, tiendas minoristas de suministros para el hogar, fondos de cobertura de Wall Street en manos de grandes inversores institucionales y bancos extranjeros, lo que aumenta el riesgo de Una recesión nacional. Las preocupaciones sobre el impacto del colapso de los mercados de la vivienda y el crédito en la economía más grande de los EE. UU. Hicieron que el presidente George W. Bush y el presidente de la Reserva Federal Ben Bernanke anunciaran un rescate limitado del mercado de la vivienda en los EE. UU. para los propietarios que no pudieron pagar su hipoteca.
Solo en 2008, el gobierno de los Estados Unidos asignó más de $ 900 mil millones a préstamos y rescates especiales relacionados con la burbuja inmobiliaria de los Estados Unidos. Esto fue compartido entre el sector público y el sector privado. Debido a la gran participación en el mercado de la Asociación Hipotecaria Nacional Federal (Fannie Mae) y la Corporación Federal de Préstamos Hipotecarios (Freddie Mac) (que son empresas patrocinadas por el gobierno), así como la Administración Federal de Vivienda, recibieron una parte sustancial de apoyo del gobierno, a pesar de que sus hipotecas fueron suscritas de forma más conservadora y en realidad tuvieron un mejor desempeño que las del sector privado.

## Contexto
Los precios de la tierra contribuyeron mucho más a los aumentos de precios que las estructuras. Esto se puede ver en el índice de costo de construcción en la Fig. 1. Se puede derivar una estimación del valor del terreno para una casa restando el valor de reemplazo de la estructura, ajustado por la depreciación, del precio de la casa.  Utilizando esta metodología, Davis y Palumbo calcularon los valores de la tierra para 46 áreas metropolitanas de los EE. UU., que se pueden encontrar en el sitio web del Instituto Lincoln para la Política de la Tierra.
Burbujas de vivienda pueden ocurrir en los mercados inmobiliarios locales o globales.  En sus últimas etapas, generalmente se caracterizan por aumentos rápidos en las valoraciones de los bienes inmuebles hasta que se alcanzan niveles insostenibles en relación con los ingresos, las relaciones precio-renta y otros indicadores económicos de asequibilidad. Esto puede ir seguido de una disminución en los precios de las viviendas que hace que muchos propietarios se encuentren en una posición de capital negativo, una deuda hipotecaria más alta que el valor de la propiedad. Las causas subyacentes de la burbuja inmobiliaria son complejas. Los factores incluyen la política fiscal (exención de la vivienda de las ganancias de capital), las tasas de interés históricamente bajas, las normas de préstamos fiscales, la incapacidad de los reguladores para intervenir y la fiebre especulativa. Esta burbuja puede estar relacionada con la bolsa de valores o la burbuja punto-com de los años noventa.  Esta burbuja coincide aproximadamente con las burbujas inmobiliarias del Reino Unido, Hong Kong, España, Polonia, Hungría y Corea del Sur.
Si bien las burbujas pueden ser identificables en progreso, las burbujas se pueden medir definitivamente solo en retrospectiva después de una corrección de mercado, que comenzó en 2005-2006 para el mercado de vivienda de EE. UU. El expresidente de la Junta de la Reserva Federal de EE. UU., Alan Greenspan, dijo: "Tuvimos una burbuja en la vivienda", y también dijo que, luego de la crisis de las hipotecas y créditos de alto riesgo en 2007, "realmente no lo entendí hasta muy finales de 2005 y 2006 ". En 2001, Alan Greenspan bajó las tasas de interés a un bajo 1% para saltar la economía después de la burbuja ".com". Fue entonces que los banqueros y otras firmas de Wall Street comenzaron a pedir prestado dinero debido a su bajo costo.
La crisis de las hipotecas y los créditos se debió a la incapacidad de un gran número de propietarios de viviendas para pagar sus hipotecas, ya que sus hipotecas de tasa introductoria bajas revertían a las tasas de interés regulares. El presidente ejecutivo de Freddie Mac, Richard Syron, concluyó: "Tuvimos una burbuja", y coincidió con la advertencia del economista de Yale Robert Shiller de que los precios de las viviendas parecen sobrevalorados y que la corrección podría durar años, con la pérdida de billones de dólares del valor de la vivienda. Greenspan advirtió de "grandes declives de dos dígitos" en los valores de las casas "más grandes de lo que la mayoría de la gente espera".
Los problemas para los propietarios de viviendas con buen crédito surgieron a mediados de 2007, lo que provocó que el mayor prestamista hipotecario de los Estados Unidos, Countrywide Financial, advirtiera que no se esperaba una recuperación en el sector de la vivienda al menos hasta 2009 porque los precios de las viviendas estaban cayendo "casi como nunca antes, con la excepción de la Gran Depresión". El impacto del auge de las valoraciones de las viviendas en la economía de los EE. UU. desde la recesión de 2001-2002 fue un factor importante en la recuperación, ya que un gran componente del gasto de los consumidores se vio impulsado por el auge de refinanciamiento relacionado, que permitió a las personas reducir sus pagos mensuales de hipotecas. bajar las tasas de interés y retirar el capital de sus hogares a medida que aumenta su valor.

## Identificación

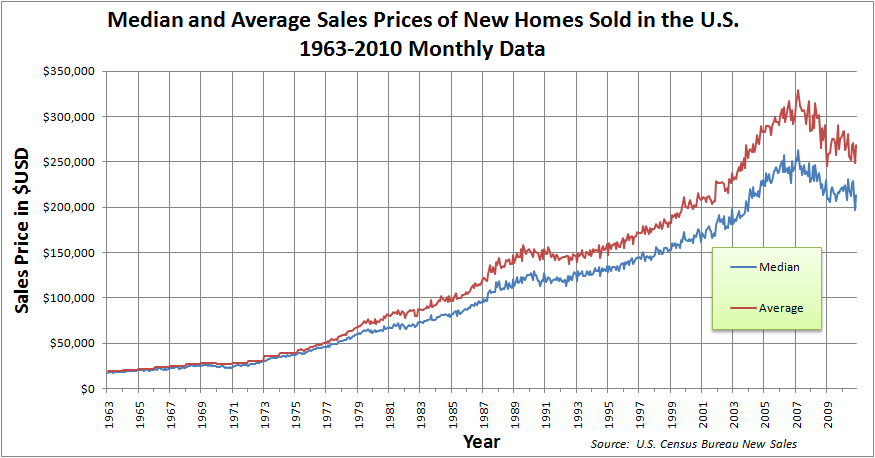
Un gráfico que muestra los precios de venta promedio y promedio de las casas nuevas vendidas en los Estados Unidos entre 1963 y 2010.

Aunque es difícil identificar una burbuja económica, excepto en retrospectiva, numerosos factores económicos y culturales llevaron a varios economistas (especialmente a finales de 2004 y principios de 2005) a argumentar que existía una burbuja de vivienda en los Estados Unidos Dean Baker identificó la burbuja en agosto de 2002, luego advirtió repetidamente su naturaleza y profundidad, y las razones políticas por las que se ignoraba. Antes de eso, Robert Prechter escribió extensamente sobre el tema al igual que el profesor Shiller en su publicación original de Irrational Exuberance en el año 2000. 
El estallido de la burbuja inmobiliaria fue predicho por un puñado de analistas políticos y económicos, como Jeffery Robert Hunn en un editorial del 3 de marzo de 2003. Hunn escribió: 

[W]e can profit from the collapse of the credit bubble and the subsequent stock market divestment [(decline)]. However, real estate has not yet joined in a decline of prices fed by selling (and foreclosing). Unless you have a very specific reason to believe that real estate will outperform all other investments for several years, you may deem this prime time to liquidate investment property (for use in more lucrative markets).

 Muchos se opusieron a cualquier sugerencia de que podría haber una burbuja inmobiliaria, especialmente en su punto máximo de 2004 a 2006, con algunos rechazando la etiqueta de "burbuja de la casa" en 2008. Las reclamaciones de que no se advirtió de la crisis se repudiaron aún más en un artículo de agosto de 2008 en The New York Times, que informó que a mediados de 2004 Richard F. Syron, CEO de Freddie Mac, recibió una nota de David Andrukonis, el ex jefe de riesgos, advirtiéndole que Freddie Mac estaba financiando préstamos cargados de riesgos que amenazaban la estabilidad financiera de Freddie Mac. En su memorándum, el Sr. Andrukonis escribió que estos préstamos "probablemente representen un enorme riesgo financiero y de reputación para la empresa y el país". El artículo reveló que más de dos docenas de ejecutivos de alto rango dijeron que el Sr. Syron simplemente había decidido ignorar las advertencias . 
Otras advertencias se produjeron ya en 2001, cuando el fallecido gobernador de la Reserva Federal, Edward Gramlich, advirtió sobre los riesgos planteados por las hipotecas de alto riesgo. En septiembre de 2003, en una audiencia del Comité de Servicios Financieros de la Cámara de Representantes, el congresista Ron Paul identificó la burbuja de la vivienda y predijo las dificultades que causaría: "Como todas las burbujas creadas artificialmente, el auge de los precios de la vivienda no puede durar para siempre. Cuando los precios de la vivienda caen, los propietarios experimentarán dificultades a medida que su patrimonio se elimine. Además, los tenedores de la deuda hipotecaria también tendrán una pérdida". Reuters informó en octubre de 2007 que un analista de Merrill Lynch también había advertido en 2006 que las empresas podrían sufrir por sus inversiones de alto riesgo . 
La revista The Economist declaró: "El aumento mundial de los precios de la vivienda es la burbuja más grande de la historia", por lo que cualquier explicación debe considerar sus causas globales, así como las específicas de los Estados Unidos. El entonces presidente de la Junta de la Reserva Federal, Alan Greenspan, dijo a mediados de 2005 que "como mínimo, hay un poco de 'espuma' (en el mercado inmobiliario de EE. UU.) ... es difícil no ver que hay muchas burbujas locales"; Greenspan admitió en 2007 que la espuma "era un eufemismo para una burbuja". A principios de 2006, el presidente Bush dijo sobre el auge de la vivienda en Estados Unidos: "Si las casas se vuelven demasiado caras, la gente dejará de comprarlas... Las economías deberían ciclo".
A lo largo del período de la burbuja hubo poca o ninguna mención del hecho de que la vivienda en muchas áreas se estaba vendiendo (y aún se está vendiendo) por un costo muy superior al de reemplazo.
Sobre la base de los datos de mercado de 2006 que se indica un marcado descenso, incluyendo la disminución de las ventas, el aumento de los inventarios, la caída de la mediana de los precios y el aumento de las tasas de exclusión, algunos economistas han llegado a la conclusión de que la corrección en el mercado de la vivienda de los Estados Unidos comenzó en 2006. Un informe de la revista Fortune de mayo de 2006 sobre la burbuja inmobiliaria de EE. UU. afirma: "La gran burbuja inmobiliaria finalmente ha comenzado a desinflarse... En muchos mercados una vez que chisporrotea en todo el país, las cuentas de caída de los precios de lista han reemplazado cuentos de las listas de espera para los condominios no construidos y una guerra de ofertas más monótonas colonos de tres dormitorios".
El economista jefe de Freddie Mac y el director del Centro Conjunto de Estudios de la Vivienda (JCHS, por sus siglas en inglés) negaron la existencia de una burbuja inmobiliaria nacional y expresaron dudas de que fuera posible un descenso significativo en los precios de las viviendas, citando los precios constantemente en aumento desde la Gran Depresión, un anticipado aumento de la demanda de la generación baby boom, y niveles saludables de empleo. Sin embargo, algunos han sugerido que los fondos recibidos por JCHS de la industria de bienes raíces pueden haber afectado su juicio. David Lereah, ex economista jefe de la Asociación Nacional de Agentes de Bienes Raíces (NAR), distribuyó "Informes Anti-Burbujas" en agosto de 2005 para "responder a las acusaciones irresponsables de burbujas hechas por sus medios locales y académicos locales".
Entre otras declaraciones, los informes indicaron que a la gente "no debería [preocuparle] que los precios de las viviendas aumenten más rápido que los ingresos familiares", que "prácticamente no existe riesgo de una burbuja nacional de precios de la vivienda basada en la demanda fundamental de vivienda y en factores económicos predecibles", y que "se puede esperar una desaceleración general de la tasa de crecimiento de los precios, pero en muchas áreas persistirá la escasez de inventarios y es probable que los precios de las viviendas sigan subiendo por encima de las normas históricas". Luego de los informes de caídas rápidas en las ventas y depreciación del precio en agosto de 2006, Lereah admitió que esperaba que los "precios de las casas bajaran un 5% a nivel nacional, más en algunos mercados y menos en otros. Y unas pocas ciudades en Florida y California, donde los precios de las viviendas se dispararon a niveles altos, podrían tener "aterrizajes duros". "
Tanto las ventas nacionales de viviendas como los precios cayeron drásticamente en marzo de 2007, la mayor caída desde la crisis de ahorro y préstamo de 1989. Según los datos de NAR, las ventas bajaron un 13% a 482,000 desde el máximo de 554,000 en marzo de 2006, y el precio medio nacional cayó casi un 6% a $ 217,000 desde un máximo de $ 230,200 en julio de 2006.
John A. Kilpatrick de Greenfield Advisors fue citado por Bloomberg News el 14 de junio de 2007, sobre el vínculo entre el aumento de las ejecuciones hipotecarias y la disminución localizada del precio de la vivienda: "Vivir en un área con múltiples ejecuciones hipotecarias puede resultar en una disminución del 10 al 20 por ciento en la propiedad valores". Continuó diciendo: "En algunos casos, se puede eliminar la equidad de los propietarios o dejarlos adeudar más en su hipoteca de lo que vale la casa. Las casas inocentes que están sentadas al lado de esas propiedades recibirán un golpe".
El Comité Bancario del Senado de los EE. UU. celebró audiencias sobre la burbuja inmobiliaria y las prácticas de préstamo relacionadas en 2006, tituladas "La burbuja inmobiliaria y sus implicaciones para la economía" y "Riesgo calculado: evaluación de productos hipotecarios no tradicionales". Tras el colapso de la industria de hipotecas de alto riesgo en marzo de 2007, el senador Chris Dodd, Presidente del Comité Bancario, sostuvo audiencias y pidió a los ejecutivos de las cinco principales compañías de hipotecas de alto riesgo que declararan y explicaran sus prácticas crediticias. Dodd dijo que los "préstamos abusivos" habían puesto en peligro la propiedad de la vivienda para millones de personas. Además, senadores demócratas como el senador Charles Schumer de Nueva York ya estaban proponiendo un rescate del gobierno federal a prestatarios de alto riesgo para evitar que los propietarios pierdan sus residencias.

## Grado

Precios de la vivienda ajustados por inflación en los Estados Unidos por estado, 1998–2006.

La apreciación del precio de las casas ha sido no uniforme hasta el punto de que algunos economistas, entre ellos el ex Fed Presidente Alan Greenspan, han argumentado que Estados Unidos no estaba experimentando una burbuja inmobiliaria en todo el país en sí, sino una serie de burbujas locales. Sin embargo, en 2007 Greenspan admitió que en realidad había una burbuja en el mercado inmobiliario de los Estados Unidos y que "todas las burbujas de espuma se suman a una burbuja agregada".
A pesar de los estándares de préstamos muy relajados y las bajas tasas de interés, muchas regiones del país experimentaron una apreciación de precios muy pequeña durante el "período de burbuja". De las 20 áreas metropolitanas más grandes seguidas por el índice de precios de la vivienda S&P/Case-Shiller, seis (Dallas, Cleveland, Detroit, Denver, Atlanta y Charlotte) registraron un crecimiento de precios inferior al 10% en términos ajustados a la inflación en 2001-2006. Durante el mismo período, siete áreas metropolitanas (Tampa, Miami, San Diego, Los Ángeles, Las Vegas, Phoenix y Washington D. C.) se apreciaron en más del 80%. 
Sin embargo, las burbujas de la vivienda no se manifestaron en cada una de estas áreas al mismo tiempo. San Diego y Los Ángeles mantuvieron tasas de apreciación consistentemente altas desde fines de la década de 1990, mientras que las burbujas de Las Vegas y Phoenix no se desarrollaron hasta 2003 y 2004, respectivamente. Fue en la costa este, la parte más poblada del país donde la crisis económica de los bienes raíces fue la peor. 
Algo paradójico, a medida que la burbuja de la vivienda se desinflaba algunas áreas metropolitanas (como Denver y Atlanta) han experimentado altas tasas de ejecuciones hipotecarias, a pesar de que en primer lugar no vieron mucha apreciación de la vivienda y, por lo tanto, no parecían contribuir a La burbuja nacional. Esto también sucedió en algunas ciudades del Cinturón Oxidado, como Detroit y Cleveland, donde las débiles economías locales produjeron poca apreciación del precio de la vivienda a principios de la década, pero aún vieron valores decrecientes y un aumento de las ejecuciones hipotecarias en 2007. Para enero de 2009, California, Míchigan, Ohio y Florida eran los estados con las tasas más altas de ejecuciones hipotecarias. 
Para julio de 2008, los precios del año hasta la fecha habían disminuido en 24 de las 25 áreas metropolitanas de EE. UU., con California y el sudoeste experimentando las mayores caídas de precios. Según los informes, solo Milwaukee había visto un aumento en los precios de la vivienda después de julio de 2007.

## Efectos secundarios
Antes de la corrección del mercado inmobiliario de 2006-2007, el aumento sin precedentes en los precios de la vivienda a partir de 1997 produjo numerosos efectos de gran alcance en la economía de los Estados Unidos. 
- Uno de los efectos más directos fue en la construcción de nuevas viviendas. En 2005, se vendieron 1,283,000 casas unifamiliares nuevas, en comparación con un promedio de 609,000 por año durante 1990–1995.[68] Los constructores de viviendas más grandes, como DR Horton, Pulte y Lennar, registraron sus mayores precios de acciones e ingresos en 2004-2005. Las acciones de DR Horton pasaron de $ 3 a principios de 1997 a un máximo histórico de $ 42.82 el 20 de julio de 2005. Los ingresos de Pulte Corp aumentaron de $2,33 mil millones en 1996 a $ 14,69 mil millones en 2005.[69][70][71]
- Los retiros de capital hipotecario, principalmente préstamos con garantía hipotecaria y refinanciaciones en efectivo, aumentaron considerablemente desde principios de los años noventa. De acuerdo con los cálculos de la Reserva Federal de los EE. UU., en 2005, los propietarios extrajeron $ 750 mil millones de capital de sus hogares (hasta $ 106 mil millones en 1996), gastando dos tercios de este en consumo personal, mejoras en el hogar y deuda de tarjetas de crédito.[72]
- La opinión generalizada es que el mayor grado de actividad económica producido por la expansión de la burbuja de la vivienda en 2001-2003 fue en parte responsable de evitar una recesión a gran escala en la economía de los EE. UU. después del colapso y la deslocalización de punto-com a China. Los analistas creían que con la desaceleración en los dos sectores, la economía de principios de la década de 2000 a 2007 evitó lo que habría sido un estancamiento del crecimiento con un mercado inmobiliario en auge que crea empleos, la demanda económica junto con un auge de los consumidores que se originó en el valor de la vivienda se retiran hasta que la vivienda El mercado comenzó una corrección.[73]
- El rápido crecimiento de los precios de la vivienda y el aumento de los gradientes de precios obligaron a muchos residentes a huir de los costosos centros de muchas áreas metropolitanas, lo que provocó el crecimiento explosivo de los suburbios en algunas regiones. La población del condado de Riverside, California, casi se duplicó de 1.170.413 en 1990 a 2.026.803 en 2006, debido a su relativa proximidad a San Diego y Los Ángeles . En la costa este, el condado de Loudoun, Virginia, cerca de Washington D. C., vio triplicarse su población entre 1990 y 2006.
- Extremas diferencias regionales en los precios de la tierra. Las diferencias en los precios de la vivienda se deben principalmente a las diferencias en los valores de la tierra, que alcanzaron el 85% del valor total de las casas en los mercados con precios más altos en la cima.[13] La Wisconsin Business School publica una base de datos en línea con los costos de construcción y los valores de la tierra para 46 áreas metropolitanas de EE. UU.[13] Una de las regiones de más rápido crecimiento en los Estados Unidos en las últimas décadas fue el área metropolitana de Atlanta, Georgia, donde los valores de la tierra son una pequeña fracción de los de los mercados de precios elevados. El alto valor de la tierra contribuye a los altos costos de vida en general y es parte de la razón del declive de los antiguos centros industriales, mientras que las nuevas fábricas de automóviles, por ejemplo, se construyeron en todo el sur, que creció en población más rápido que en otras regiones.
- Las personas que experimentaron ejecuciones hipotecarias o viven cerca de las ejecuciones hipotecarias tienen una mayor probabilidad de enfermarse o, al menos, lidiar con un aumento de la ansiedad. En general, se informa que los propietarios de viviendas que no pueden costearse la vida en los lugares deseados experimentan mayores casos de mala salud. Además de los problemas de salud, también se ha demostrado que el mercado de viviendas inestables aumenta los casos de violencia. Posteriormente, comienzan a temer que sus propios hogares les sean quitados. Los aumentos en la ansiedad se han observado al menos como mínimo. Existe el temor de que las ejecuciones hipotecarias provoquen estas reacciones en personas que anticipan que les sucederá lo mismo. También se ha demostrado que un aumento en los acontecimientos violentos sigue a los vecindarios donde existe tal incertidumbre.

Estas tendencias se invirtieron durante la corrección del mercado inmobiliario de 2006-2007. A partir de agosto de 2007, las acciones de D.R. Horton y Pulte Corp habían caído a 1/3 de sus respectivos niveles máximos a medida que caían las nuevas ventas de viviendas residenciales. Algunas de las ciudades y regiones que habían experimentado el crecimiento más rápido durante 2000-2005 comenzaron a experimentar altas tasas de ejecución hipotecaria. Se sugirió que la debilidad de la industria de la vivienda y la pérdida del consumo que había sido impulsada por el retiro del capital hipotecario podrían llevar a una recesión, pero a mediados de 2007 todavía no se había comprobado la existencia de esta recesión.  En marzo de 2008, Thomson Financial informó que el "Índice de Actividad Nacional del Banco de la Reserva Federal de Chicago para febrero envió una señal de que probablemente había comenzado una recesión".
Los precios de las acciones de Fannie Mae y Freddie Mac cayeron en picado en 2008, ya que a los inversores les preocupaba no tener suficiente capital para cubrir las pérdidas en su cartera de préstamos y garantías de préstamos por valor de 5 billones de dólares. El 16 de junio de 2010, se anunció que Fannie Mae y Freddie Mac serían retirados de la Bolsa de Nueva York; las acciones ahora se negocian en el mercado de venta libre.

## Corrección del mercado de la vivienda
Basando sus declaraciones en las tendencias históricas de la valoración de la vivienda en los Estados Unidos,  en 2005 y 2006 muchos economistas y escritores de negocios pronosticaron correcciones de mercado que van desde unos pocos puntos porcentuales a 50% o más de los valores máximos en algunos mercados,  y aunque este enfriamiento aún no había afectado a todas las áreas de los EE. UU., algunos advirtieron que aún podría hacerlo y que la corrección sería "desagradable" y "severa". El economista jefe Mark Zandi de la firma de investigación económica Moody's Economy.com predijo un "desplome" de la depreciación de dos dígitos en algunas ciudades de Estados Unidos para el período 2007-2009. En un documento que presentó ante un simposio económico de la Junta de la Reserva Federal en agosto de 2007, el economista de la Universidad de Yale, Robert Shiller, advirtió: "Los ejemplos que tenemos de ciclos anteriores indican que las grandes reducciones en los precios reales de las viviendas, incluso las reducciones del 50 por ciento en algunos lugares, son completamente posible a partir de hoy o de un futuro no muy lejano".
Para comprender mejor cómo se desarrolló la crisis hipotecaria, un informe de 2012 de la Universidad de Míchigan analizó los datos del Estudio de Panel de Dinámicas de Ingresos (PSID), que encuestó a aproximadamente 9,000 hogares representativos en 2009 y 2011. Los datos parecen indicar que, si bien las condiciones siguen siendo difíciles, de alguna manera la crisis se está aliviando: durante el período estudiado, el porcentaje de familias atrasadas en los pagos de hipotecas cayó de 2.2 a 1.9; los propietarios de viviendas que pensaban que era "muy probable o algo probable" que se atrasaran con los pagos se redujeron del 6% al 4,6% de las familias. Por otro lado, la liquidez financiera de las familias ha disminuido: "A partir de 2009, el 18,5% de las familias no tenían activos líquidos, y para 2011 esto había aumentado a 23,4% de las familias".
A mediados de 2016, el índice nacional de precios de la vivienda estaba en "aproximadamente un 1 por ciento de la burbuja máxima de 2006" en términos nominales pero un 20% por debajo de los términos ajustados a la inflación.

### Colapso de la industria de hipotecas

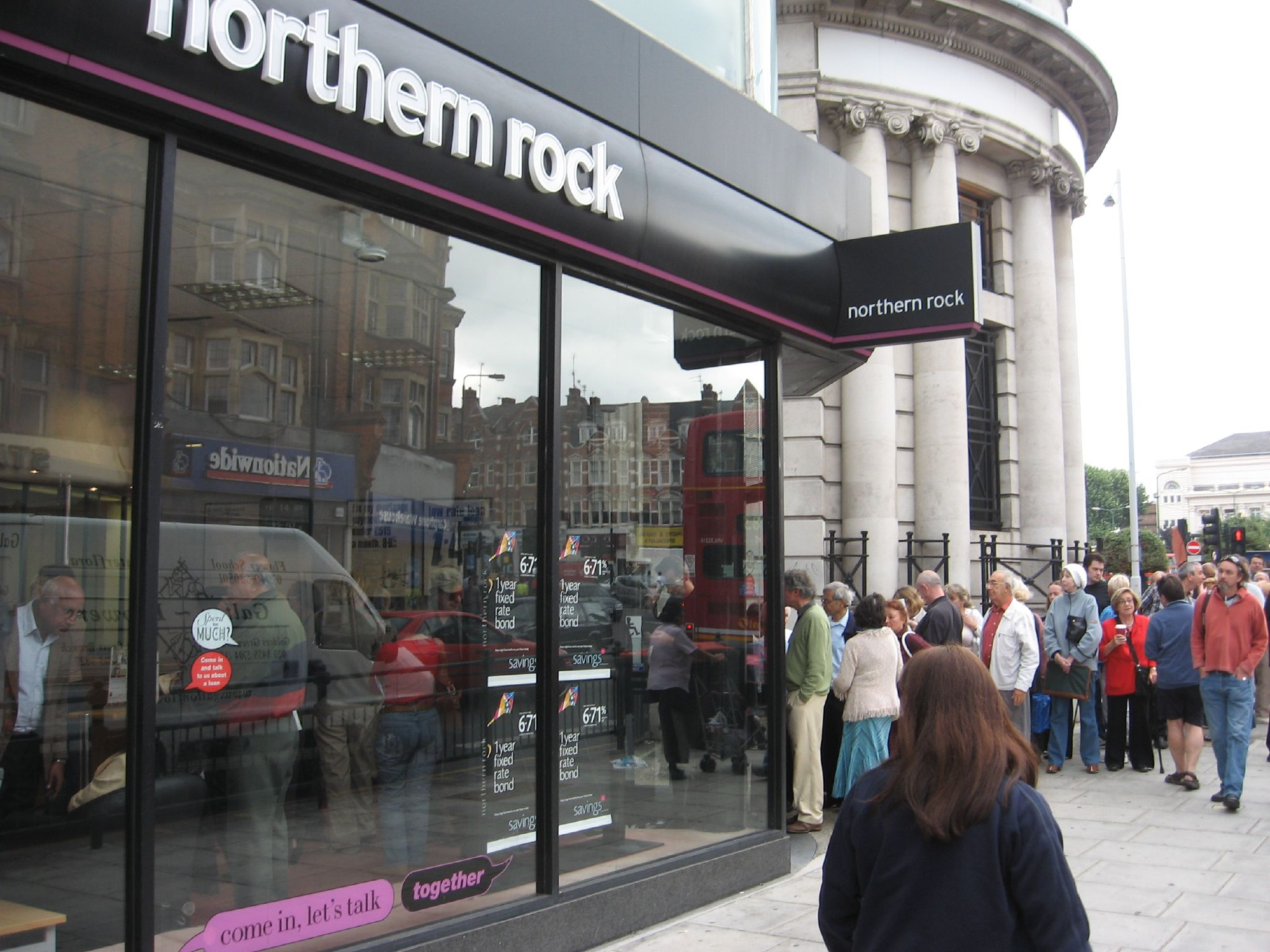
Banco ejecutado en el Northern Rock Bank del Reino Unido por clientes que hacen cola para retirar los ahorros en un pánico relacionado con la crisis subprime en los Estados Unidos.

En marzo de 2007, la industria de hipotecas de alto riesgo de los Estados Unidos colapsó debido a tasas de ejecuciones hipotecarias más altas de lo esperado (sin fuente de verificación), con más de 25 prestamistas de alto riesgo que se declararon en bancarrota, anunciaron pérdidas significativas o se pusieron a la venta. El stock del mayor prestamista de alto riesgo del país, New Century Financial, se desplomó 84% en medio de las investigaciones del Departamento de Justicia, antes de que finalmente se declarara en bancarrota del Capítulo 11 el 2 de abril de 2007, con un pasivo superior a $ 100 millones.

El administrador del fondo de bonos más grande del mundo, PIMCO, advirtió en junio de 2007 que la crisis de las hipotecas de alto riesgo no era un evento aislado y que eventualmente afectaría a la economía y, en última instancia, tendría un impacto en la forma de precios de las viviendas deterioradas. Bill Gross, un "gurú financiero más reputado",  criticó sarcásticamente y siniestramente las calificaciones crediticias de los CDO basados en hipotecas que ahora se enfrentan al colapso: 
 AAA? Usted fue cortejado, el Sr. Moody's y el Sr. Poor, por el maquillaje, esos tacones de gancho de seis pulgadas y un " sello de vagabundo ". Muchas de estas chicas atractivas no son activos de clase alta con un valor de 100 centavos por dólar. . . [L] El punto es que hay cientos de miles de millones de dólares de este desecho tóxico. . . Este problema [en última instancia] reside en el corazón de los Estados Unidos, con millones y millones de hogares caros.  
Business Week ha presentado predicciones de los analistas financieros de que la crisis del mercado hipotecario subprime daría lugar a reducciones de ganancias para los grandes bancos de inversión de Wall Street que cotizan en valores respaldados por hipotecas, especialmente Bear Stearns, Lehman Brothers, Goldman Sachs, Merrill Lynch y Morgan Stanley. La solvencia de dos fondos de cobertura con problemas administrados por Bear Stearns se puso en peligro en junio de 2007 después de que Merrill Lynch vendió los activos incautados de los fondos y otros tres bancos cerraron sus posiciones con ellos. Los fondos de Bear Stearns tenían una vez más de $ 20 mil millones de activos, pero perdieron miles de millones de dólares en valores respaldados por hipotecas de alto riesgo.
H&amp;R Block informó que había tenido una pérdida trimestral de $ 677 millones en operaciones discontinuadas, que incluía al prestamista de alto riesgo Option One, así como las amortizaciones, las provisiones para pérdidas de préstamos hipotecarios y los precios más bajos alcanzables para hipotecas en el mercado secundario. El valor del activo neto de la unidad había caído un 21% a $ 1.1 mil millones al 30 de abril de 2007.  El jefe de la consultora de la industria hipotecaria Wakefield Co. advirtió: "Esto va a ser un derrumbe de proporciones sin precedentes. Miles de millones se perderán". Bear Stearns se comprometió a otorgar hasta US$ 3.200 millones en préstamos el 22 de junio de 2007 para rescatar a uno de sus fondos de cobertura que estaba colapsando debido a malas apuestas en hipotecas de alto riesgo.
Peter Schiff, presidente de Euro Pacific Capital, argumentó que si los bonos en los fondos de Bear Stearns se subastaran en el mercado abierto, se revelarían claramente valores mucho más débiles. Schiff agregó: "Esto obligaría a otros fondos de cobertura a reducir de manera similar el valor de sus tenencias. ¿Es de extrañar que Wall Street esté haciendo todo lo posible para evitar una catástrofe? . . . Su verdadera debilidad finalmente revelará el abismo en el que el mercado de la vivienda está a punto de caer en picado".  El informe del New York Times relaciona la crisis de los fondos de cobertura con los estándares de préstamos laxos: "La crisis de esta semana tras el casi colapso de dos fondos de cobertura administrados por Bear Stearns se deriva directamente de la caída del mercado de la vivienda y las consecuencias de las prácticas crediticias sueltas que derramaron dinero en personas con crédito débil, o subprime, dejando a muchos de ellos luchando por quedarse en sus hogares".
El 9 de agosto de 2007, BNP Paribas anunció que no podía valorar de manera justa los activos subyacentes en tres fondos debido a su exposición a los mercados de préstamos hipotecarios de alto riesgo de EE. UU.  ante una exposición potencialmente masiva (aunque no cuantificable), el Banco Central Europeo (BCE) intervino de inmediato para aliviar las preocupaciones del mercado abriendo líneas de 96.800 millones de euros (US $ 130.000 millones) de crédito a bajo interés. Un día después de que el pánico financiero sobre una crisis crediticia se extendiera por Europa, el Banco de la Reserva Federal de EE. UU. Llevó a cabo una " operación de mercado abierto " para inyectar US $ 38 mil millones en reservas temporales en el sistema para ayudar a superar los efectos negativos de una crisis crediticia en expansión. En la parte superior de un movimiento similar el día anterior. Con el fin de aliviar aún más la crisis crediticia en el mercado crediticio de EE. UU., a las 8:15 del 17 de agosto de 2007, el presidente del Banco de la Reserva Federal, Ben Bernanke, decidió bajar la tasa de descuento, que es la tasa de préstamo entre los bancos y el Banco de la Reserva Federal, en 50 puntos básicos, a 5.75% desde el 6.25%. El Banco de la Reserva Federal declaró que la reciente agitación en los mercados financieros de los Estados Unidos había aumentado el riesgo de una recesión económica. 
Tras el colapso de la industria hipotecaria, el senador Chris Dodd, presidente del Comité Bancario, celebró audiencias en marzo de 2007 en las que pidió a los ejecutivos de las cinco principales compañías de hipotecas de alto riesgo que declararan y explicaran sus prácticas crediticias. Dodd dijo que las "prácticas de préstamo predatorias" estaban poniendo en peligro la propiedad de la vivienda para millones de personas. Además, senadores demócratas como el senador Charles Schumer de Nueva York ya estaban proponiendo un rescate del gobierno federal a prestatarios de alto riesgo, como el rescate en la crisis de ahorro y préstamo, para evitar que los propietarios pierdan sus residencias. Los opositores a tal propuesta afirmaron que un rescate gubernamental de prestatarios de alto riesgo no está en el mejor interés de la economía de los Estados Unidos porque simplemente sentaría un mal precedente, crearía un riesgo moral y empeoraría el problema de la especulación en el mercado de la vivienda. 
Lou Ranieri, de Salomon Brothers, creador del mercado de valores respaldado por hipotecas en la década de 1970, advirtió sobre el impacto futuro de los incumplimientos hipotecarios: "Esta es la primera línea de la tormenta. . . Si crees que esto es malo, imagina cómo será en medio de la crisis". En su opinión, es probable que más de $ 100 mil millones de dólares en préstamos hipotecarios no se realicen cuando los problemas observados en la industria de alto riesgo también surjan en los mercados de hipotecas prime.
El expresidente de la Reserva Federal, Alan Greenspan, había elogiado el auge de la industria de hipotecas de alto riesgo y las herramientas que utiliza para evaluar la solvencia en un discurso en abril de 2005. Debido a estas observaciones, así como su estímulo al uso de hipotecas de tasa ajustable, Greenspan ha sido criticado por su papel en el auge de la burbuja inmobiliaria y los problemas subsiguientes en la industria hipotecaria que desencadenaron la crisis económica de 2008. Con respecto al desastre de las hipotecas de alto riesgo, Greenspan admitió más tarde que "realmente no lo entendí hasta que fue muy tarde en 2005 y 2006".
El 13 de septiembre de 2007, el banco británico Northern Rock solicitó fondos de emergencia al Banco de Inglaterra debido a problemas de liquidez relacionados con la crisis subprime. Esto precipitó una corrida bancaria en las sucursales de Northern Rock en todo el Reino Unido por clientes preocupados que sacaron "un retiro estimado de £ 2 mil millones en solo tres días".

## Otras lecturas

### Libros y capítulos de libros.
- June Fletcher (2005), House Poor: Aumento de los precios, el aumento de las tasas y las hipotecas sobre esteroides: cómo sobrevivir a la crisis de la vivienda que se avecina, Nueva York: Collins. ISBN 0-06-087322-1
- Fred E. Foldvary (2007), La depresión de 2008, Berkeley: The Gutenberg Press. ISBN 0-9603872-0-X .
- Koller, Cynthia A. (2012). "Delito de cuello blanco en la vivienda: fraude hipotecario en los Estados Unidos". El Paso, TX: LFB Scholarly . ISBN 1593325347 . ISBN 978-1593325343
- Patterson, Laura A. y Koller, Cynthia A. Koller (2011). "Difusión del fraude a través de préstamos de alto riesgo: la tormenta perfecta". En Mathieu Deflem (ed. ) Crisis económica y crimen (sociología de la ley de crímenes y desviación, volumen 16), Emerald Group Publishing Limited, pp.   25–45.
- John R. Talbott (2006). ¡Vender ahora !: El final de la burbuja de la vivienda, Nueva York: Griffin de San Martín. ISBN 0-312-35788-5 .
- John R. Talbott (2003). El accidente que viene en el mercado de la vivienda, Nueva York: McGraw-Hill. ISBN 0-07-142220-X .
- Elizabeth Warren y Amelia Warren Tyagi (2003). La trampa de dos ingresos: por qué las madres y los padres de clase media se van a la bancarrota, Nueva York: libros básicos. ISBN 0-465-09082-6 .

### Artículos
- «Hear that hissing sound?». 8 de diciembre de 2005. «Hear that hissing sound?». 8 de diciembre de 2005. «Hear that hissing sound?». 8 de diciembre de 2005. «Hear that hissing sound?». 8 de diciembre de 2005.
- «After the fall». 16 de junio de 2005. «After the fall». 16 de junio de 2005. «After the fall». 16 de junio de 2005.
- «In come the waves». 16 de junio de 2005. «In come the waves». 16 de junio de 2005. «In come the waves». 16 de junio de 2005.
- «Will the walls come falling down?». 20 de abril de 2005. «Will the walls come falling down?». 20 de abril de 2005. «Will the walls come falling down?». 20 de abril de 2005. «Will the walls come falling down?». 20 de abril de 2005.
- «Still want to buy?». 3 de mayo de 2005. «Still want to buy?». 3 de mayo de 2005. «Still want to buy?». 3 de mayo de 2005. «Still want to buy?». 3 de mayo de 2005.
- «The American economy: A phoney recovery». 26 de febrero de 2004. «The American economy: A phoney recovery». 26 de febrero de 2004. «The American economy: A phoney recovery». 26 de febrero de 2004.
- «House of cards». 29 de mayo de 2003. «House of cards». 29 de mayo de 2003. «House of cards». 29 de mayo de 2003.
- «Going through the roof». 28 de mayo de 2002. «Going through the roof». 28 de mayo de 2002. «Going through the roof». 28 de mayo de 2002.
- Fackler, Martin (25 de diciembre de 2005). «Take It From Japan: Bubbles Hurt». Consultado el 26 de mayo de 2010. Fackler, Martin (25 de diciembre de 2005). «Take It From Japan: Bubbles Hurt». Consultado el 26 de mayo de 2010. Fackler, Martin (25 de diciembre de 2005). «Take It From Japan: Bubbles Hurt». Consultado el 26 de mayo de 2010. Fackler, Martin (25 de diciembre de 2005). «Take It From Japan: Bubbles Hurt». Consultado el 26 de mayo de 2010.
- June Fletcher (10 de febrero de 2006). «Is the Party Really Over For the Housing Boom?». June Fletcher (10 de febrero de 2006). «Is the Party Really Over For the Housing Boom?». June Fletcher (10 de febrero de 2006). «Is the Party Really Over For the Housing Boom?». June Fletcher (10 de febrero de 2006). «Is the Party Really Over For the Housing Boom?».
- Dean Baker (July 2005). «The Housing Bubble Fact Sheet» (PDF). Center for Economic and Policy Research. Dean Baker (July 2005). «The Housing Bubble Fact Sheet» (PDF). Center for Economic and Policy Research. Dean Baker (July 2005). «The Housing Bubble Fact Sheet» (PDF). Center for Economic and Policy Research. Dean Baker (July 2005). «The Housing Bubble Fact Sheet» (PDF). Center for Economic and Policy Research.
- Fred E. Foldvary (1997), " El ciclo Archivado el 28 de agosto de 2007 en Wayback Machine. económico : una síntesis georgista-austriaca Archivado el 28 de agosto de 2007 en Wayback Machine. ", American Journal of Economics and Sociology 56 (4): 521–41, octubre.
- N. Gregory Mankiw y David N. Weil (1989). " El baby boom, el baby busto y el mercado de la vivienda ", Regional Science and Urban Economics, Vol.19, No.2, mayo de 1989, pp.   235–258.
- Paul Krugman (25 de agosto de 2006). «Housing Gets Ugly». Paul Krugman (25 de agosto de 2006). «Housing Gets Ugly». Paul Krugman (25 de agosto de 2006). «Housing Gets Ugly».
- Robert J. Samuelson (11 de octubre de 2006). «Home Is Where the Worry Is». Robert J. Samuelson (11 de octubre de 2006). «Home Is Where the Worry Is». Robert J. Samuelson (11 de octubre de 2006). «Home Is Where the Worry Is».
- "La vivienda de alquiler en Estados Unidos: la clave para una política nacional equilibrada", Centro Conjunto de Estudios de la Vivienda, Universidad de Harvard, 2007
- "De la burbuja a la depresión?" , Steven Gjerstad y Vernon L. Smith, Wall Street Journal, 6 de abril de 2009, incluye tablas
- "Mired in Disequilibrium", Vernon L. Smith, Newsweek, 24 de enero de 2011